# Spuriodaucus quarrei
Spuriodaucus quarrei är en flockblommig växtart som beskrevs av C.Norman. Spuriodaucus quarrei ingår i släktet Spuriodaucus och familjen flockblommiga växter. Inga underarter finns listade i Catalogue of Life.